# René Savary
René Savary (Oberriet, Sankt Gallen, 12 d'octubre de 1949) va ser un ciclista suís, que fou professional entre 1973 i 1982. Durant la seva carrera esportiva combinà la carretera amb la pista.
Un cop retirat va dirigir diversos equips ciclistes.

## Palmarès en ruta
- 1971
  - Vencedor d'una etapa de la Volta a Renània-Palatinat
- 1976
  - 1r al Tour del Nord-oest de Suïssa
  - Vencedor d'una etapa de la Volta a Suïssa
- 1979
  - Vencedor d'una etapa de la Volta a Suïssa
  - Vencedor d'una etapa de la Volta a Alemanya

## Palmarès en pista
- 1971
  -  Campió de Suïssa de Puntuació
- 1972
  -  Campió de Suïssa de Puntuació
- 1975
  -  Campió de Suïssa en Òmnium
- 1976
  -  Campió de Suïssa en Mig Fons
- 1977
  -  Campió de Suïssa en Mig Fons
- 1978
  -  Campió de Suïssa en Mig Fons
  - 1r als Sis dies de Zuric (amb René Pijnen)